# Occhiello (libri)
L'occhiello o occhietto, nei libri, è la pagina dispari, quasi completamente bianca, che precede il frontespizio e contiene solo il titolo dell'opera, seguito talvolta dal nome dell'autore. Il nome deriva dalla pratica di alcuni tipografi del XV secolo di racchiudere il titolo abbreviato, stampato in prima pagina, entro un contorno ovale, che ricordava un occhio. Talvolta con un anglicismo è detto anche mezzotitolo.

## Descrizione
Storicamente l'occhiello nacque ancor prima del frontespizio negli incunaboli, poi cadde in disuso sostituito dal frontespizio nel XVI secolo e dall'antiporta illustrata nel XVII secolo. Ma ebbe per così dire la sua rivincita a partire dal XVIII secolo, quando ricomparve in alternativa all'antiporta figurata (che invece da quel periodo si trova, per il suo costo, solo nei libri di lusso), per affermarsi definitivamente nell'Ottocento,  facendo retrocedere il frontespizio in terza pagina. Dal XIX secolo ogni libro, specialmente in brossura, presenta l'occhiello nella prima pagina tra la copertina e il frontespizio.
Per analogia, nei libri suddivisi in più sezioni o capitoli, l'occhiello (detto in tal caso «occhiello intermedio») è anche ciascuna pagina recante, al centro da solo, il titolo del capitolo.
 
Quando un volume fa parte di una collana editoriale, l'occhiello iniziale può contenere, invece del titolo del volume, il titolo della collana, con l'eventuale numero progressivo del volume nella collana stessa.